# 2020년 중국
다음은 2020년 중화인민공화국에서 일어났던 사건들을 정리해 놓은 문서이다.

## 사건

### 1월
- 1월 1일 이후 - 중국 후난성 우한화난수산물도매시장에서 세계최초로 코로나바이러스감염증-19가 최초로 감염되면서 중국 대륙을 공포로 몰아 놓게 되는 사건이었다. 이 여파로 인해 중국 대륙 전 지역이 봉쇄 조치하게 되었던 것으로 보이게 된다.

### 3월
- 3월 7일 : 신자 호텔 붕괴 사고가 발생, 코로나 격리 수용자와 의료진 등 29명이 숨지고 47명의 부상자가 발생됨.